# Adaševci
Adaševci (srbsky Адашевци) jsou vesnice v západní části Srbska, administrativně spadající pod opštinu Šid ve Sremském okruhu. Vesnice se nachází u hranice s Chorvatskem, stranou od silnice spojující město Šid a vesnici Jamena na břehu řeky Sávy. V roce 2011 zde žilo 1919 obyvatel, počet obyvatel vsi od roku 1961 stagnuje. Obyvatelstvo je v drtivé většině srbské národnosti.
Severně od vesnice prochází železniční trať z Bělehradu do Záhřeu a jižně potom dálnice A3, která vede stejným směrem. Západně od obce prochází nevyužívaná trať do bosenského města Bijeljina.
Nedaleko Adaševců se nachází památník bojů na Sremské frontě. V obci sídlí pošta, lovecký dům a kulturní dům a Adaševci mají také svoji základní školu.